# Pérotin

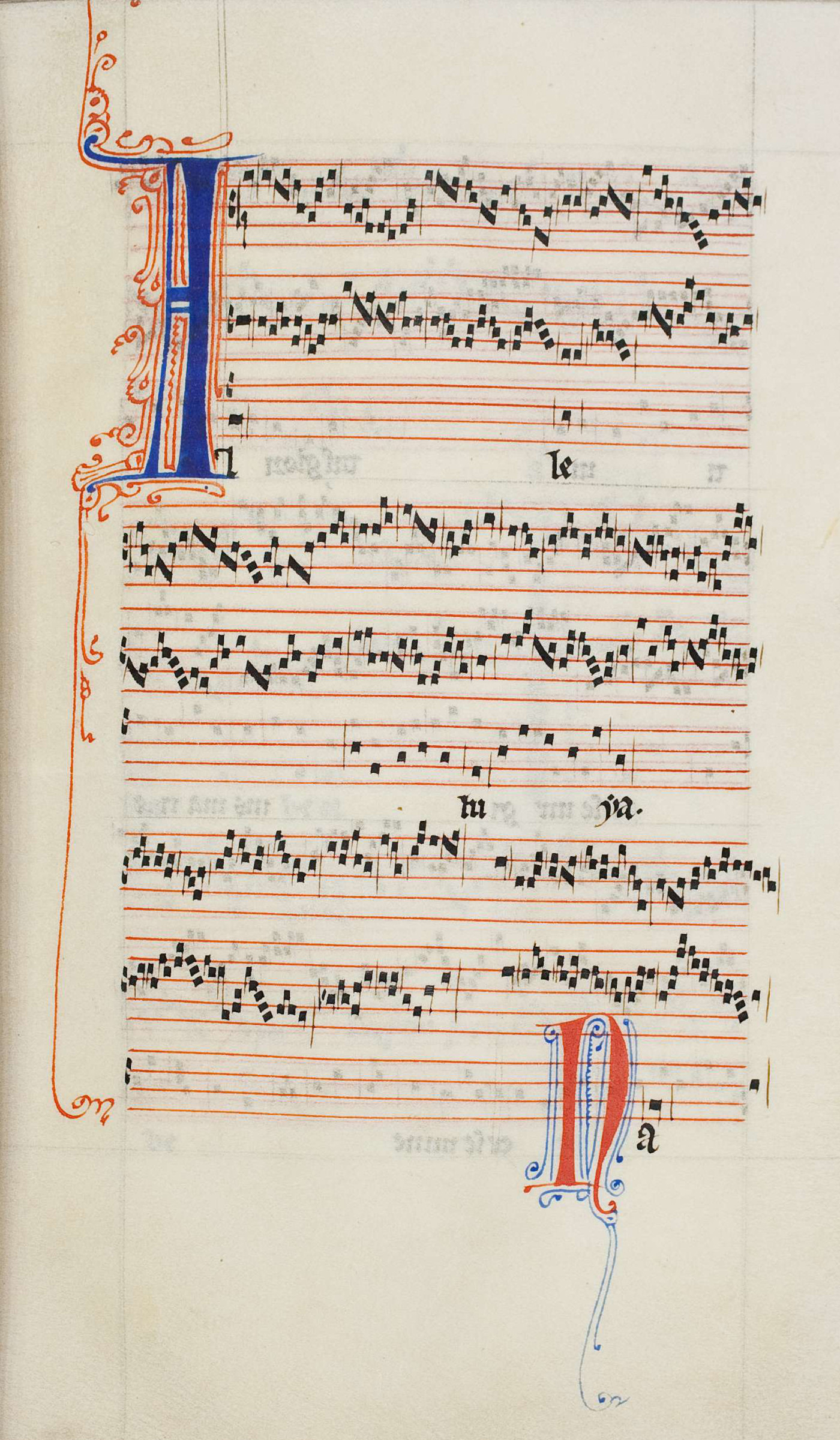
O pagină de manuscris cu o compoziție de Pérotin

Pérotin (n. cca. 1160 — d. cca. 1230) a fost un compozitor medieval asociat cu catedrala de la Notre Dame din Paris.
A succedat lui Léonin ca maestru al capelei și principal reprezentant al școlii de la Notre Dame.
A fost primul compozitor care a compus pentru trei sau patru voci.